# Bukovina, Slovacia
Bukovina este o comună slovacă, aflată în districtul Liptovský Mikuláš din regiunea Žilina. Localitatea se află la altitudinea de 591 m deasupra n.m., se întinde pe o suprafață de 1,91 km2 și în 2017 număra 102 locuitori. Se învecinează cu comuna Bobrovník.

## Istoric
Localitatea Bukovina este atestată documentar din 1297.

## Demografie
| An:                | 1994 | 2004    | 2014    | 2024   |
| ------------------ | ---- | ------- | ------- | ------ |
| Număr de persoane: | 147  | 129     | 107     | 113    |
| Diferență:         |      | −12,24% | −17,05% | +5,60% |

| An:                | 2023 | 2024   |
| ------------------ | ---- | ------ |
| Număr de persoane: | 112  | 113    |
| Diferență:         |      | +0,89% |